# جک کینگستون
جک کینگستون (به انگلیسی: Jack Kingston) نمایندهٔ حوزه انتخابیه اول جورجیا از حزب جمهوری‌خواه ایالات متحده آمریکا در مجلس نمایندگان ایالات متحده آمریکا است که برای نخستین‌بار در ۱۶ ژانویه ۱۹۹۳ میلادی به‌عضویت این مجلس درآمد.